# Сан-Феліче-дель-Молізе
Сан-Феліче-дель-Молізе або Штіфілич (італ. San Felice del Molise, хорв. Štifilić, Filić) — муніципалітет в Італії, у регіоні Молізе,  провінція Кампобассо.
Сан-Феліче-дель-Молізе розташований на відстані близько 185 км на схід від Рима, 36 км на північ від Кампобассо.
Населення — 657 осіб (2014).
Покровитель — San Felice Papa.

## Демографія
Населення за роками:

Станом на 1 січня 2023 року в муніципалітеті офіційно проживало 14 іноземців з 7 країн, серед них 11 громадян країн Євросоюзу.

## Сусідні муніципалітети
- Аккуавіва-Коллекроче
- Кастельмауро
- Мафальда
- Монтефальконе-нель-Санніо
- Монтемітро
- Монтенеро-ді-Бізачча
- Тавенна
- Туфілло